# Reichston

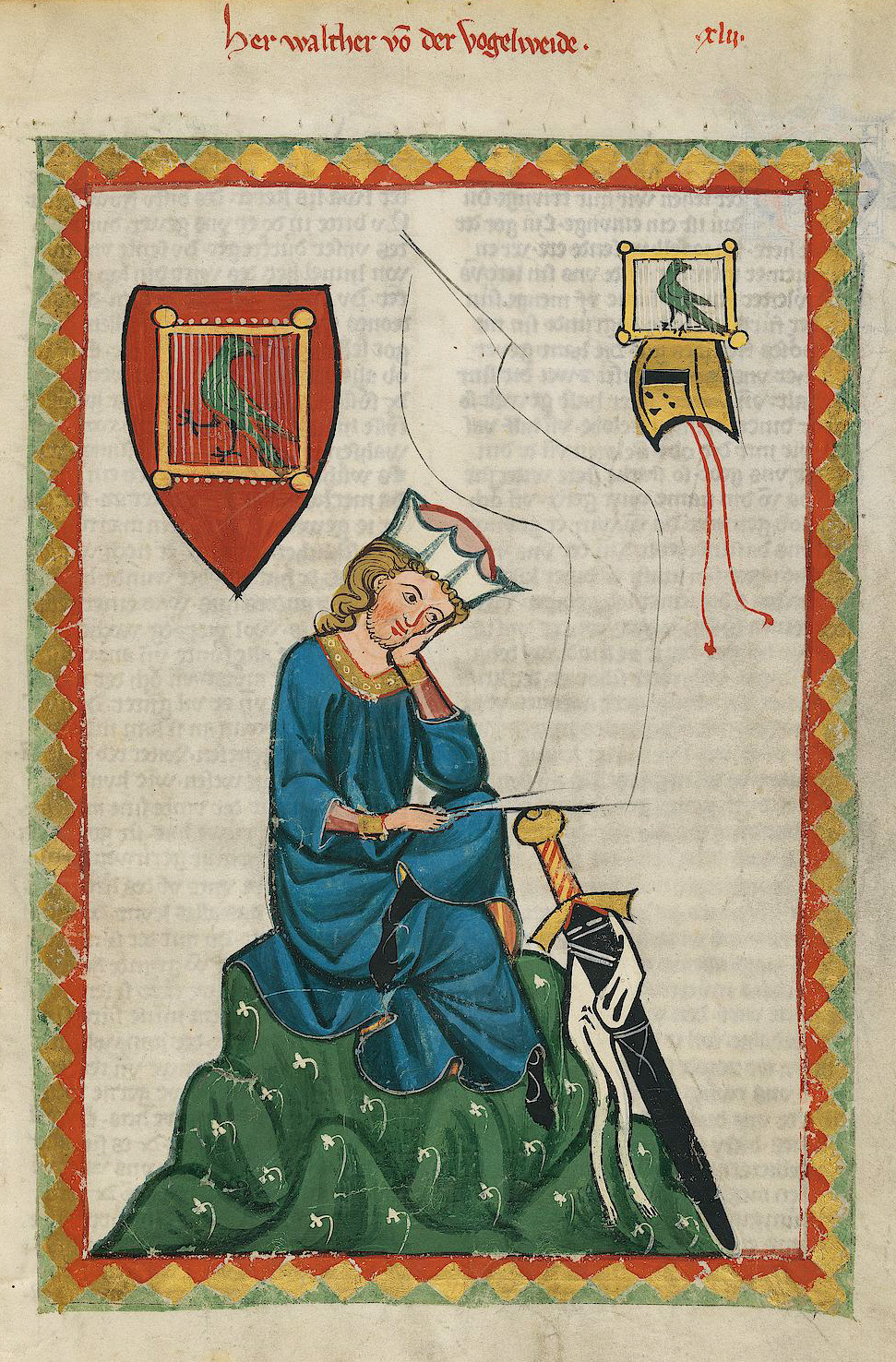
Das durch den Reichston inspirierte Bildnis Walther von der Vogelweides im Codex Manesse (≈ 1300 bis 1340).

Der Reichston ist eine berühmte Strophenmelodie, also ein Ton, im Repertoire des mittelhochdeutschen Spruchdichters Walther von der Vogelweide. Die drei politischen Spruchstrophen, die Walther zwischen 1198 und 1201 (zum Teil vielleicht auch später) in diesem Ton verfasste, die sogenannten Reichssprüche, werden deshalb verkürzt ebenfalls als Reichston bezeichnet.

## Aufbau und Beschreibung
Die drei Strophen im Reichston sind vor allem unter ihrer jeweiligen Anfangszeile ein Begriff:
- Ich saz ûf eime steine (‚Ich saß auf einem Steine‘ – Reichsklage; L. 8,4)
- Ich hôrte diu (oder: ein) wazzer diezen (‚Ich hörte die [oder: ‚ein‘] Wasser rauschen‘ – Weltklage; L. 8,28)
- Ich sach mit mînen ougen (‚Ich sah mit meinen Augen‘ – Kirchenklage; L. 9,16)

Die Reichston-Strophen sind politische Äußerungen zu dem um 1200 tobenden Streit um die Thronfolge zwischen dem Staufer Philipp von Schwaben und dem Welfen Otto IV. von Braunschweig. Sie beziehen Stellung für Philipp und gegen päpstliche Interventionen.  Sie bilden jedoch kein zusammenhängendes „Lied“, sondern eine lockere Strophen- oder Versreihe, die durch inhaltliche Bezüge zusammengehalten wird, und sind wahrscheinlich nicht gleichzeitig entstanden. 
Der bekannte erste Spruch, Ich saz ûf eime steine, bringt eine allgemeine Klage über die Rechtsunsicherheit der Zeit, die nur durch ein starkes Königtum gebessert werden könnte, und ist daher nicht exakt datierbar. Diese allgemeine Aussage kann auch abschließend zu den beiden Sprüchen mit konkreten aktuellen Themen hinzugedichtet worden sein. Gut datierbar ist nur der zweite Spruch, Ich hôrte diu wazzer diezen, da er 1198 (und zwar noch vor der Krönung Philipps am 8. September), entstanden sein muss. Der dritte Spruch, Ich sach mit mînen ougen, entstand wohl anlässlich von Philipps Bannung im Jahr 1201. Diskutiert wird, welche Monarchen mit den „zwei betrogenen Königen“ in Ich sach mit mînen ougen gemeint sind:
1. Die vorherrschende Lehrmeinung geht davon aus, dass Walther hier Philipp von Schwaben und Otto IV. meinte.
2. Andere gehen von Philipp als dem deutschen König und dem jungen Friedrich als König von Sizilien aus, die beide durch die Stellungnahme des Papstes für Otto IV. betrogen worden seien, welchen Walther – so die Vertreter dieser Auffassung – zu Lebzeiten Philipps nicht als König anerkannt habe.
3. Nach einer dritten Auffassung soll der Spruch zehn Jahre später entstanden sein, und die beiden „betrogenen Könige“ wären demnach Otto IV. und Friedrich II. Papst Innozenz III. hatte, nach Philipps Tod (1208) Otto im Jahre 1209 zum Kaiser gekrönt, seine Meinung aber schon 1211 geändert und stattdessen für Friedrich Stellung bezogen. Diese Deutung ist die am wenigsten wahrscheinliche, da die Charakterisierung des Papstes als „zu jung“ doch nur bald nach seinem Amtsantritt (1198) Sinn ergibt.

Die Autorenbilder Walthers im Codex Manesse und in der Kleinen Heidelberger Liederhandschrift nehmen Bezug auf den Eingang des sogenannten ‚ersten‘ Spruches (Ich saz ûf eime steine).

### Erster Spruch (Reichsklage)

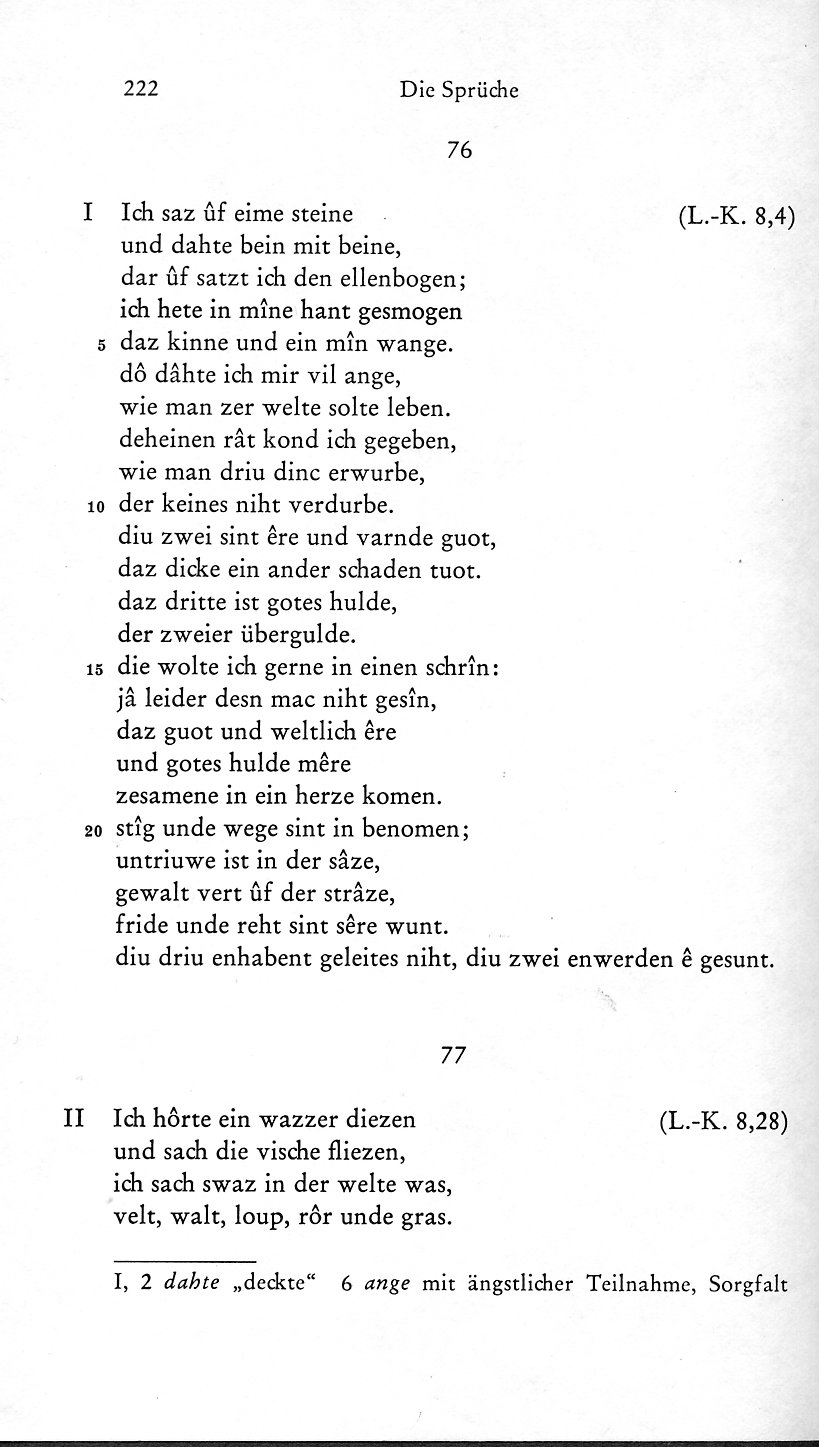
Der erste und zweite Reichsspruch in der Ausgabe der Wissenschaftlichen Buchgesellschaft (Darmstadt 1972).

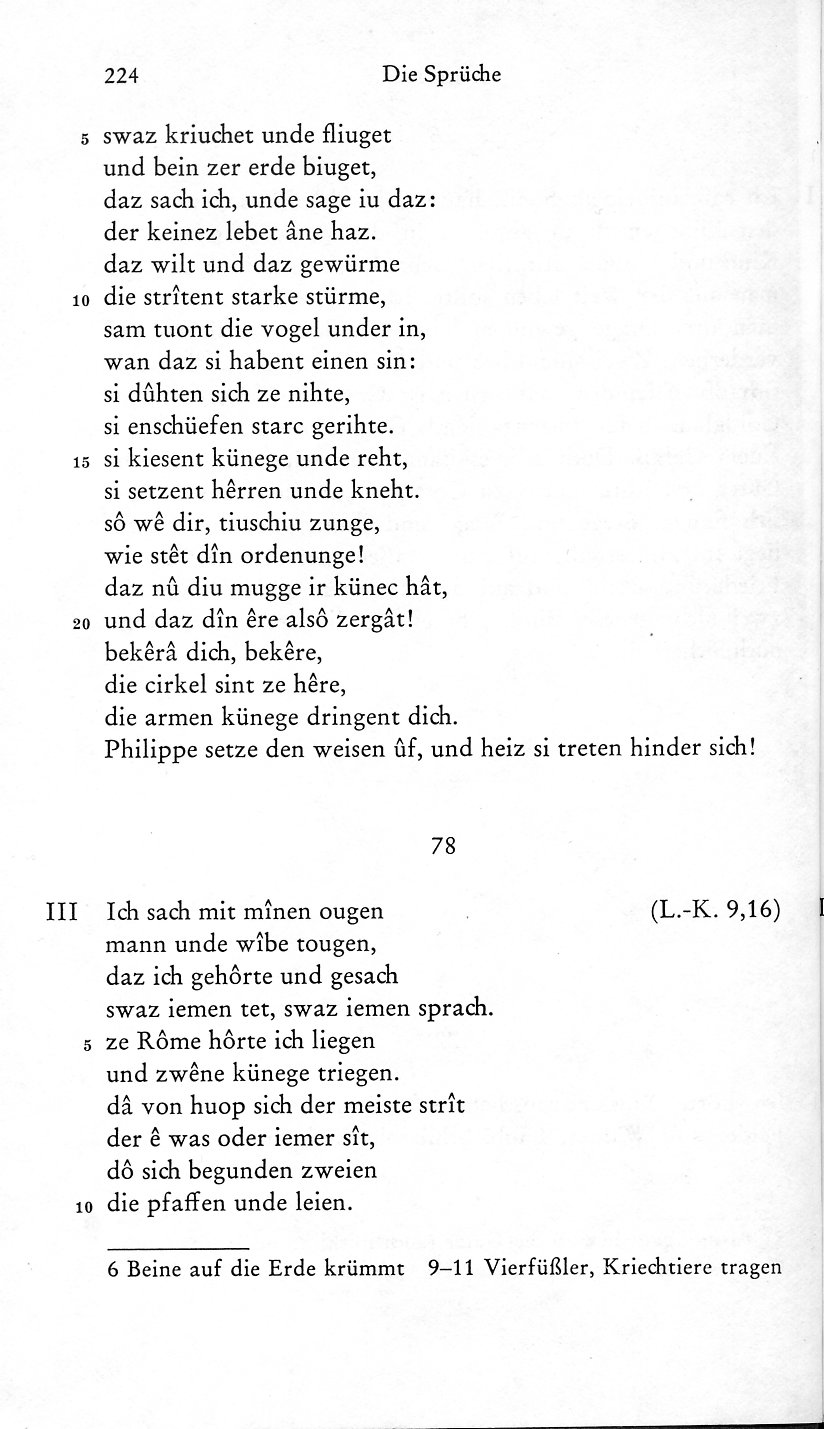
Fortsetzung des zweiten Spruchs und Beginn des dritten.

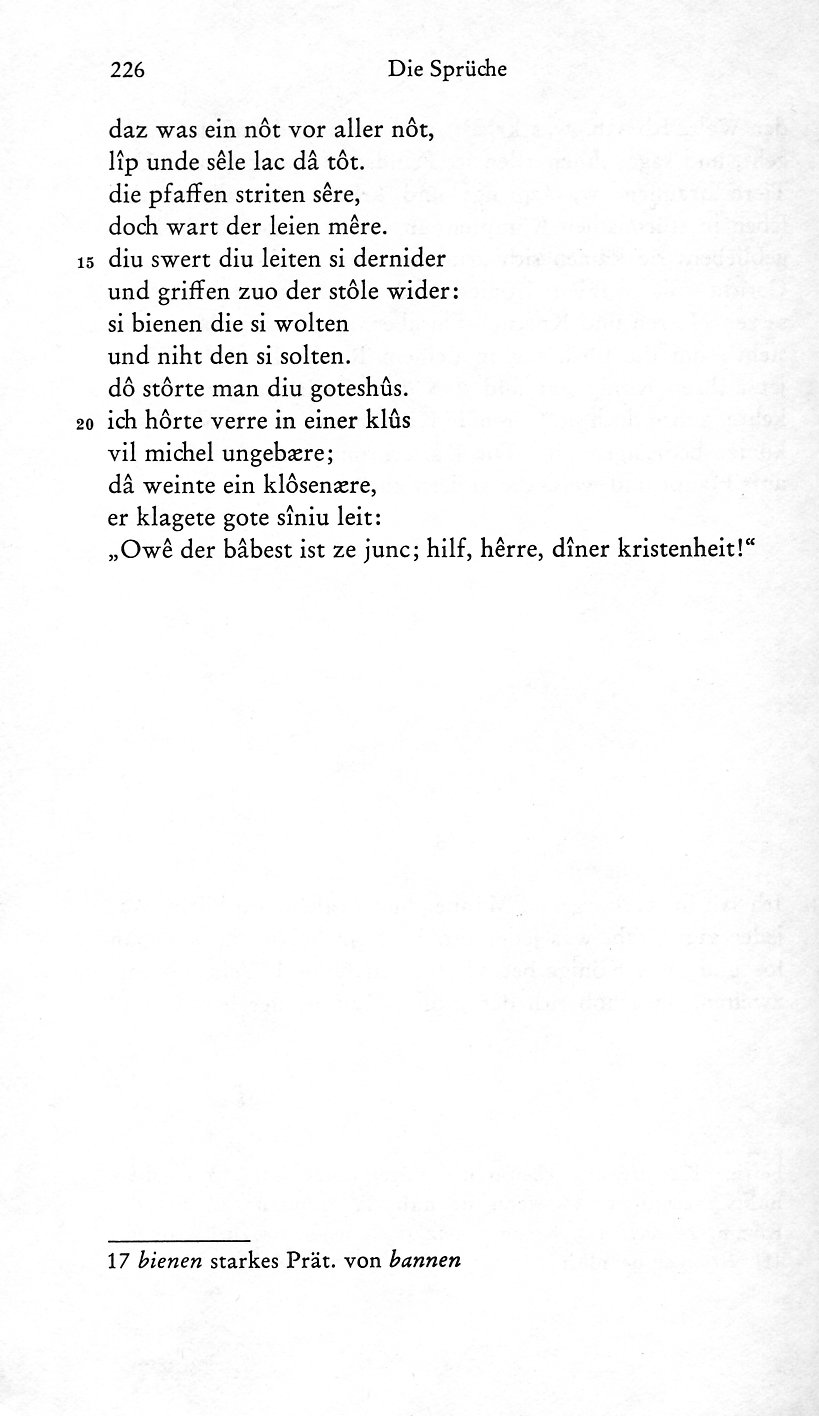
Fortsetzung dritter Reichsspruch.

| Ich saz ûf eime steine und dahte bein mit beine, dar ûf satzt ich den ellenbogen; ich hete in mîne hant gesmogen mîn kinne und ein mîn wange. dô dâhte ich mir vil ange, wes man zer welte solte leben; deheinen rât kunde ich gegeben, wie man driu dinc erwurbe, der deheinez niht verdurbe. diu zwei sind êre und varnde guot, daz dicke ein ander schaden tuot; das dritte ist gotes hulde, der zweier übergulde. die wolte ich gerne in einen schrîn. jâ leider, des enmac niht sîn, daz guot und weltlîch êre und gotes hulde mêre zesamene in ein herze komen. stîge und wege sint in benomen; untriuwe ist in der sâze, gewalt vert ûf der strâze, fride unde reht sint sêre wunt. diu driu enhabent geleites niht, diu zwei enwerden ê gesunt. | Ich saß auf einem Steine und deckte Bein mit Beine, darauf der Ellenbogen stand; es schmiegte sich in meine Hand das Kinn und eine Wange. Da dachte ich sorglich lange, dem Weltlauf nach und irdischem Heil; doch wurde mir kein Rat zuteil, wie man drei Ding’ erwürbe, dass ihrer keins verdürbe. Zwei Ding’ sind Ehr’ und zeitlich Gut, das oft einander Schaden tut, das dritte Gottes Segen, den beiden überlegen. Die hätt ich gern in einem Schrein. Doch mag es leider nimmer sein, dass Gottes Gnade kehre mit Reichtum und mit Ehre zusammen ein ins gleiche Herz. Sie finden Hemmungen allerwärts; Untreue liegt im Hinterhalt, kein Weg ist sicher vor Gewalt, so Fried als Recht sind todeswund, und werden die nicht erst gesund, wird den drei Dingen kein Geleite kund. |

Anmerkungen: dahte Präteritum von decken. – ‚ich deckte Bein mit Bein‘ = ‚ich schlug ein Bein über das andere‘. – dâhte Präteritum von denken. – satzte Präteritum von setzen. – ange ‚eng, mit ängstlicher Sorgfalt‘. – dehein ‚irgendein‘, hier aber ‚kein‘. – der deheines niht ‚deren irgendeines nicht‘ = ‚deren keines jemals‘. – varndiu guot ‚bewegliche (wörtlich: ‚fahrende‘) Güter‘. – übergulde ‚was mehr gilt (wert ist)‘. – mac ‚kann‘. – des en-mac niht sîn ‚das kann nicht sein‘ = ‚das ist unmöglich‘. – sâze ‚Hinterhalt‘. – vert ‚fährt‘ = ‚zieht dahin‘. – diu zwei enwerden gesunt ‚wenn die zwei nicht gesund würden‘ (Konjunktiv). Die Saße (auch Sasse) ist ein natürliches Weghindernis, abgelegen zwischen den Dörfern in Wald oder Wiesen, eine Wegverengung in einer Mulde oft mit einer Pfütze in der die Wagenräder der Reisenden gerne im Schlamm versackten, insbesondere wenn es gerade geregnet hatte. Daher nutzten insbesondere Diebe diese Sassen um die Handelsreisenden zu überfallen. 
Für diesen Spruch dient hier die Handschrift A (Kleine Heidelberger Liederhandschrift) als Leithandschrift. Cormeau - Bein wählen B. Reichert druckt die Fassungsabweichungen in derselben Zeile wie den Text, damit man sie sofort sieht (in Apparaten am Seitenende werden sie leicht übersehen). Dass dieser Spruch als Erster Reichsspruch bezeichnet wird, hängt mit seiner Bekanntheit zusammen und damit, dass er die Vorlage für das Bild Walthers in den Handschriften abgab; es bedeutet aber nicht, dass Walther ihn als ersten gedichtet haben muss. Er könnte auch abschließend, als letzter, entstanden sein.

### Zweiter Spruch (Weltklage)
| Ich hôrte diu wazzer diezen und sach die vische fliezen, ich sach swaz in der welte was, velt, walt, loup, rôr unde gras. swaz fliuzet oder fliuget und bein zer erde biuget, daz sach ich, unde sage iu daz: deheinez lebet âne haz. daz wilt und daz gewürme, die strîtent starke stürme; same tuont die vogele under in, wan daz si habent einen sin: si waeren anders ze nihte, si schüefen starc gerihte. si kiesent künege unde reht, si setzent hêrren unde kneht. sô wê dir, tiuschiu zunge, wie stât dîn ordenunge, daz nû diu mugge ir künec hât, und daz dîn êre alsô zergât! bekêrâ dich, bekêre! die zirkel sint ze hêre, die armen künege dringent dich. Philippe, setze den weisen ûf und heiz si treten hinder sich! | Ich hörte die Wasser rauschen und sah die Fische schwimmen, ich sah alles, was in der Welt war, Feld, Wald, Laub, Rohr und Gras. Alles was schwimmt oder fliegt oder Beine erdwärts biegt, das sah ich und sage euch folgendes: keines von denen lebt ohne Hass. Das Wild und das Gewürm fechten schwere Kämpfe aus, ebenso tun es die Vögel untereinander, nur in einer Hinsicht sind sie einer Meinung: sie wären verloren, wenn sie kein strenges Gerichtswesen einsetzten. Sie wählen Könige und Rechtsordnung, sie bestimmen, wer Herr und wer Knecht sein soll. Deshalb wehe dir, deutscher Reichsteil, wie steht es um deine Ordnung! Wo jede Mücke doch ihren König hat, daß deine Ehre zergeht derart. Bekehre dich, bekehre! Die Zirkel sind zu stolz (oder: übermächtig), und die armen Könige bedrängen dich: Philipp, setz den Waisen auf und befiehl ihnen zurückzutreten! |

Anmerkungen: diezen ‚lärmen‘. – vliezen ‚fließen‘, auch: ‚schwimmen‘. – kiesen ‚wählen‘. – gewürme ‚Gewürm, Schlangen, Drachen‘. – ‚König der Mücke‘: der Adler als König aller fliegenden Tiere. – tiuschiu zunge: Rechtsterminus, der die Gebiete bezeichnet, in denen auf den Reichstagen die deutsche Sprache Gerichtssprache ist, also: ‚die Teile des Imperiums mit deutscher Gerichtssprache, Deutschland (im Gegensatz zu den italienischen und französischen Reichsteilen)‘.
Keine der gängigen Ausgaben folgt bei diesem Spruch einer Leithandschrift, sondern man wägt von Fall zu Fall zwischen A (Kleine Heidelberger Liederhandschrift) und BC ab: B (Weingartner Liederhandschrift) und C (Große Heidelberger Liederhandschrift) bieten in den Reichssprüchen einen sehr ähnlichen Text, stammen also aus einer gemeinsamen Vorlage. Hier sind mehr BC-Lesarten gewählt als die auf Carl von Kraus zurückgehenden Ausgaben. Die wichtigste BC-Lesart ist im ersten Vers diu wazzer statt ein wazzer (A): dem Charakter des universalen Anspruches, alle Reiche der Natur zu kennen, wird sie besser gerecht. In B und C ist dieser Spruch als dritter eingereiht.

### Dritter Spruch (Kirchenklage)
| Ich sach mit mînen ougen manne und wîbe tougen, dâ ich gehôrte und gesach swaz iemen tet, swaz iemen sprach: ze Rôme hôrte ich liegen und zwêne künege triegen. dâ von huop sich der meiste strît der ê wart oder iemer sît, dô sich begunden zweien die pfaffen unde leien. dâz was ein nôt vor aller nôt, lîp und sêle lag dâ tôt. die pfaffen striten sêre, doch wart der leien mêre. diu swert diu leiten si dernider, und griffen zuo der stôle wider: si bienen die si wolten und niht den si solten. dô stôrte man diu goteshûs. ich hôrte verre in einer klûs vil michel ungebære; dâ weinte ein klôsenære, er klagete gote sîniu leit: „Owê, der bâbest ist ze junc; hilf, hêrre, dîner kristenheit!“ | Ich sah mit eigenen Augen heimlich (unsichtbar) alle Männer und Frauen, so dass ich alles hören und sehen konnte, was irgendjemand tat oder sprach: In Rom hörte ich lügen und zwei Könige betrügen. Daraus erhob sich der größte Streit, den es je gegeben hat oder geben wird, als sich entzweiten Kleriker und Laien. Das war ein Unglück, größer als alle anderen, denn in diesem Kampf verlor man Leib und Seele zugleich. Die Kleriker kämpften heftig, doch wurden die Laien immer mehr. Da legten sie die Schwerter nieder und griffen wieder zur Stola: Sie bannten die, die sie wollten, und nicht den, den sie sollten. Da störte man die Gotteshäuser. Ich hörte in einer entlegenen Klause arges Gejammer; dort weinte ein Klausner, der klagte Gott sein Leid: „O weh, der Papst ist zu jung; hilf, Herr, deiner Christenheit!“ |

Anmerkungen: tougen ‚heimlich‘. – leiten = legeten.
Dieser Spruch wird nach den Handschriften BC mit geringfügigen Korrekturen nach A ediert.